# Oscar Obuile Ncenga
Oscar Obuile Ncenga (ur. 27 lutego 1984 w Mosetse) – botswański piłkarz grający na pozycji środkowego obrońcy. W swojej karierze rozegrał 28 meczów w reprezentacji Botswany.

## Kariera klubowa
Swoją karierę Ncenga rozpoczął w klubie Sua Flamingoes FC. W sezonie 2005/2006 zadebiutował w jego barwach w drugiej lidze botswańskiej. W 2008 roku przeszedł do pierwszoligowego Township Rollers, w którym grał do 2019 roku, czyli do końca swojej kariery. Wraz z Township Rollers wywalczył sześć tytułów mistrza Botswany w sezonach 2009/2010, 2010/2011, 2013/2014, 2016/2017, 2017/2018 i 2018/2019 oraz wicemistrzostwo w sezonie 2015/2016. Zdobył też Puchar Botswany w 2010 roku.

## Kariera reprezentacyjna
W reprezentacji Botswany Ncenga zadebiutował 23 maja 2012 w wygranym 3:0 towarzyskim meczu z Lesotho. Od 2012 do 2015 wystąpił w kadrze narodowej 28 razy.